# Llista de monuments de Muntanyola
Llista de monuments de Muntanyola inclosos en l'Inventari del Patrimoni Arquitectònic Català pel municipi de Muntanyola (Osona). Inclou els inscrits en el Registre de Béns Culturals d'Interès Nacional (BCIN) amb la classificació de monuments històrics, els Béns Culturals d'Interès Local (BCIL) de caràcter immoble i la resta de béns arquitectònics integrants del patrimoni cultural català.
| Monument                                             | Protecció    | Estil/època                         | Localització                                                             | Coordenades                                          | Codi?         | Imatge |
| ---------------------------------------------------- | ------------ | ----------------------------------- | ------------------------------------------------------------------------ | ---------------------------------------------------- | ------------- | --- |
| Castell de Muntanyola, o Mas el Castell              | BCIN 1107-MH | Obra popular XVI-XVIII              | Muntanyola                                                               | 41° 52′ 43″ N, 2° 10′ 09″ E / 41.878676°N,2.169124°E | RI-51-0005557 | Castell de Muntanyola · Vegeu més fotos d'aquest monument · Carregueu una nova foto d'aquest monument                                |
| Castell de Múnter                                    | BCIN 1108-MH | Romànic X-XII                       | Muntanyola Turó del Castell, darrera l'església de Sant Esteve de Múnter | 41° 52′ 41″ N, 2° 12′ 58″ E / 41.877980°N,2.216228°E | RI-51-0005558 | Castell de Múnter (Muntanyola) · Vegeu més fotos d'aquest monument · Carregueu una nova foto d'aquest monument                       |
| Església de Sant Quirze i Santa Julita de Muntanyola |              | Barroc, gòtic tardà X, XI, XVI-XVII | Muntanyola Ctra. BV-4317, km 7                                           | 41° 52′ 42″ N, 2° 10′ 39″ E / 41.878412°N,2.177386°E | IPA-23121     | Església de Sant Quirze i Santa Julita de Muntanyola · Vegeu més fotos d'aquest monument · Carregueu una nova foto d'aquest monument |
| Rectoria de Sant Quirze i Santa Julita               |              | Obra popular XVIII                  | Muntanyola                                                               | 41° 52′ 42″ N, 2° 10′ 39″ E / 41.878268°N,2.177496°E | IPA-23128     | Rectoria de Sant Quirze i Santa Julita (Muntanyola) · Vegeu més fotos d'aquest monument · Carregueu una nova foto d'aquest monument  |
| Església de Sant Esteve de Múnter                    |              | Romànic, barroc X-XII, XVII         | Muntanyola Ctra. 141 C km 45, Múnter                                     | 41° 52′ 43″ N, 2° 12′ 47″ E / 41.878509°N,2.213094°E | IPA-23129     | Església de Sant Esteve de Múnter (Muntanyola) · Vegeu més fotos d'aquest monument · Carregueu una nova foto d'aquest monument       |
| Rectoria de Sant Esteve de Múnter                    |              | Obra popular XVI-XVIII              | Muntanyola Múnter                                                        | 41° 52′ 42″ N, 2° 12′ 46″ E / 41.87839°N,2.212854°E  | IPA-23131     | Rectoria de Sant Esteve de Múnter (Muntanyola) · Vegeu més fotos d'aquest monument · Carregueu una nova foto d'aquest monument       |
| Vilavendrell                                         |              | Obra popular XIX                    | Muntanyola Fontanelles-Subirana                                          | 41° 52′ 02″ N, 2° 10′ 17″ E / 41.867335°N,2.171323°E | IPA-23133     | Carregueu una nova foto d'aquest monument                                                                                            |
| La Roca                                              |              | Obra popular XIX                    | Muntanyola Ctra. BV 4312 km 3, el Castell de Muntanyola                  | 41° 53′ 04″ N, 2° 10′ 03″ E / 41.884538°N,2.167617°E | IPA-23135     | Carregueu una nova foto d'aquest monument                                                                                            |
| Dalmau                                               |              | Obra popular XVII-XVIII             | Muntanyola Ctra. BV 4316 km 2, el Castell de Muntanyola                  | 41° 53′ 58″ N, 2° 10′ 28″ E / 41.899457°N,2.174367°E | IPA-23136     | Carregueu una nova foto d'aquest monument                                                                                            |
| Puigcarbó                                            |              | Obra popular XVIII                  | Muntanyola Trencall ctra. BV-4316, km 3                                  | 41° 52′ 15″ N, 2° 08′ 52″ E / 41.870864°N,2.147779°E | IPA-23138     | Carregueu una nova foto d'aquest monument                                                                                            |
| Tarradellas                                          |              | Obra popular XVII-XVIII             | Muntanyola Ctra. BV-4316, km 3                                           | 41° 52′ 26″ N, 2° 09′ 20″ E / 41.873803°N,2.155453°E | IPA-23139     | Carregueu una nova foto d'aquest monument                                                                                            |
| Serra-rica                                           |              | Obra popular XVII-XIX               | Muntanyola Ctra. BV-4317 Santa Eulàlia - Muntanyola, km 5                | 41° 52′ 21″ N, 2° 10′ 42″ E / 41.872609°N,2.178244°E | IPA-23140     | Serra-rica (Muntanyola) · Vegeu més fotos d'aquest monument · Carregueu una nova foto d'aquest monument                              |
| Capella de Sant Pere, capella del Castell            |              | Obra popular XI-XVII, XIX           | Muntanyola Ctra. Santa Eulàlia BV 4316 km 3, el Castell de Muntanyola    | 41° 52′ 44″ N, 2° 10′ 09″ E / 41.878757°N,2.169042°E | IPA-23141     | Carregueu una nova foto d'aquest monument                                                                                            |
| Subiranes                                            |              | Obra popular XVIII                  | Muntanyola Urbanització Fontanelles                                      | 41° 51′ 40″ N, 2° 10′ 31″ E / 41.861175°N,2.175233°E | IPA-23142     | Carregueu una nova foto d'aquest monument                                                                                            |
| La Riera                                             |              | Obra popular XIX-XX                 | Muntanyola Ctra. BV 4317 km 3, el Castell de Muntanyola                  | 41° 53′ 11″ N, 2° 10′ 18″ E / 41.886252°N,2.171693°E | IPA-23143     | Carregueu una nova foto d'aquest monument                                                                                            |
| Puigllat                                             |              | Obra popular XVI-XVII               | Muntanyola Ctra. BV-4317, km 6                                           | 41° 52′ 38″ N, 2° 11′ 14″ E / 41.877239°N,2.187283°E | IPA-23144     | Carregueu una nova foto d'aquest monument                                                                                            |
| Soler                                                |              | Obra popular XVI                    | Muntanyola Múnter                                                        | 41° 52′ 43″ N, 2° 12′ 44″ E / 41.878486°N,2.212335°E | IPA-23145     | Soler (Muntanyola) · Vegeu més fotos d'aquest monument · Carregueu una nova foto d'aquest monument                                   |
| La Serra                                             |              | Obra popular XVIII                  | Muntanyola Múnter                                                        | 41° 52′ 57″ N, 2° 12′ 58″ E / 41.882492°N,2.215998°E | IPA-23146     | Carregueu una nova foto d'aquest monument                                                                                            |
| Matavaques                                           |              | Obra popular XVI                    | Muntanyola Ctra. N-141 C km 46, Múnter                                   | 41° 52′ 45″ N, 2° 13′ 32″ E / 41.879197°N,2.225571°E | IPA-23147     | Matavaques (Muntanyola) · Vegeu més fotos d'aquest monument · Carregueu una nova foto d'aquest monument                              |
| El Vilar                                             |              | Obra popular XVII-XIX               | Muntanyola Múnter                                                        | 41° 53′ 02″ N, 2° 12′ 56″ E / 41.883875°N,2.215450°E | IPA-23148     | Carregueu una nova foto d'aquest monument                                                                                            |
| El Camp                                              |              | Obra popular XVI-XVIII              | Muntanyola Ctra. C-141, Múnter                                           | 41° 52′ 36″ N, 2° 12′ 38″ E / 41.876699°N,2.210513°E | IPA-23149     | El Camp (Muntanyola) · Vegeu més fotos d'aquest monument · Carregueu una nova foto d'aquest monument                                 |
| Comelles                                             |              | Obra popular XVI-XVIII              | Muntanyola Ctra. C-141, Múnter                                           | 41° 52′ 19″ N, 2° 13′ 21″ E / 41.872079°N,2.222451°E | IPA-23150     | Carregueu una nova foto d'aquest monument                                                                                            |
| La Montada                                           |              | Obra popular                        | Muntanyola Ctra. Vic-Olost km 15, Quadra de la Muntada                   | 41° 58′ 09″ N, 2° 07′ 50″ E / 41.969078°N,2.130577°E | IPA-23740     | Carregueu una nova foto d'aquest monument                                                                                            |
| La Fàbrega                                           |              | Obra popular XVII-XVIII             | Muntanyola Múnter                                                        | 41° 52′ 38″ N, 2° 12′ 25″ E / 41.877287°N,2.206974°E | IPA-30925     | Carregueu una nova foto d'aquest monument                                                                                            |
| Molí de la Roca                                      |              | Obra popular                        | Muntanyola Castell de Muntanyola                                         | 41° 53′ 04″ N, 2° 10′ 19″ E / 41.884472°N,2.171845°E | IPA-40809     | Carregueu una nova foto d'aquest monument                                                                                            |
| Molí de Puigcarbó                                    |              | Obra popular                        | Muntanyola Vall Riera de Muntanyola                                      | 41° 52′ 14″ N, 2° 09′ 04″ E / 41.870649°N,2.151177°E | IPA-40810     | Carregueu una nova foto d'aquest monument                                                                                            |
| Rajoleria el Dalmau                                  |              | Obra popular XIX-XX                 | Muntanyola El Castell de Muntanyola, sota el Mas Dalmau                  | 41° 53′ 59″ N, 2° 10′ 28″ E / 41.899730°N,2.174373°E | IPA-40811     | Carregueu una nova foto d'aquest monument                                                                                            |